# John D. Hopper Jr.

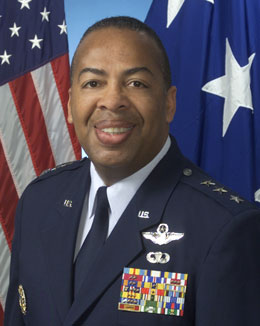
John D. Hopper Jr. (2005)

John D. Hopper Jr. (* 16. November 1946 in Clarksville, Montgomery County, Tennessee) ist ein pensionierter Generalleutnant der United States Air Force. Er war unter anderem kommissarischer Kommandeur des Air Education and Training Commands.
Im Jahr 1969 absolvierte Hopper die United States Air Force Academy in Colorado Springs. Nach seiner Graduation wurde er als Leutnant in das Offizierskorps der Air Force aufgenommen. In der Folge durchlief er alle Offiziersgrade vom Leutnant bis zum Drei-Sterne-General.
Im Lauf seiner militärischen Karriere absolvierte er verschiedene Kurse und Schulungen. Dazu gehörten unter anderem eine Ausbildung zum Kampfpiloten und weitere Fortbildungskurse als Pilot neuer Flugzeugtypen; die Squadron Officer School auf der Maxwell Air Force Base (Maxwell AFB) in Alabama; das Air Force Institute of Technology auf der Wright-Patterson Air Force Base in Ohio; das Air Command and Staff College, das sich ebenfalls auf der Maxwell AFB befindet, und das Industrial College of the Armed Forces in Fort Lesley J. McNair in Washington, D.C. Außerdem erhielt er akademische Grade von der Syracuse University und der Johns Hopkins University.
In seinen frühen Jahren als Offizier der Luftwaffe war er an verschiedenen Stützpunkten in den Vereinigten Staaten stationiert. Dabei war er als Pilot, Flugausbilder oder Stabsoffizier bei unterschiedlichen Einheiten tätig. Dazwischen absolvierte er die erwähnten Schulungen. Zwischen Februar 1971 und Mai 1972 war er im Fernen Osten stationiert und als Kampfpilot im Vietnamkrieg eingesetzt.
Nach seinem Studium am Industrial College of the Armed Forces wurde John Hopper zum Fort McPherson in Georgia versetzt. Dort war er zwischen Juli 1988 und Juli 1990 Leiter der Exerzierdivision (Exercise Division) des United States Army Forces Commands. Unklar bleibt in diesem Zusammenhang warum er als Luftwaffenoffizier eine Position in einem Hauptquartier der Armee einnahm. Es folgte eine Versetzung auf die Norton Air Force Base in Kalifornien, wo er ab Juli 1990 Leiter der Stabsabteilung für Operationen des 63. Luftgeschwaders (63rd Military Airlift Wing) war. Zwischen Dezember 1990 und Mai 1991 kommandierte John Hopper das 1660. Taktische Geschwader (1660th Tactical Airlift Wing), mit dem er zur Zeit des Zweiten Golfkriegs in Oman stationiert war.
Zwischen August 1991 und August 1992 kommandierte er auf der Andrews Air Force Base in Maryland die 89th Operations Group. Danach kehrte er zur Norton AFB in Kalifornien zurück, wo er zwischen August 1992 und Dezember 1993 das 63. Luftgeschwader (63rd Airlift Wing) kommandierte. Anschließend kommandierte er auf der Scott Air Force Base in Illinois bis Oktober 1994 das 375. Transportgeschwader (375th Airlift Wing). Daran schloss sich eine Versetzung zum Stab der Air Force Academy in Colorado Springs an. Dort war er zwischen November 1994 und Juli 1996 Führungsoffizier der Kadetten (Commandant of Cadets) und Kommandeur des 34. Ausbildungsgeschwaders (34th Training Wing).
Es folgte eine Versetzung zum Stab der Joint Chiefs of Staff in Washington, D.C., wo John Hopper zwischen Juli 1996 und Juli 1998 deren Stabsabteilung für Logistik (Vice Director for Logistics) angehörte. Anschließend kehrte er zur Scott AFB in Illinois zurück, wo er bis Juli 1999 als Director of Operations dem Stab des Air Mobility Commands angehörte. Danach wurde er zur McGuire Air Force Base in New Jersey versetzt, wo er zwischen Juli 1999 und Oktober 2000 die 21. Luftflotte (Twenty-First Air Force) kommandierte. Danach wurde er auf der Randolph Air Force Base stellvertretender Kommandeur des Air Education and Training Commands. In dieser Eigenschaft war er zwischen dem 10. November und dem 15. Dezember 2001 kommissarischer Kommandeur dieses Kommandos. Hopper blieb bis zu seiner Pensionierung im Jahr 2005 stellvertretender Kommandeur des Air Education and Training Commands. Zum Zeitpunkt seiner Beförderung zum Generalleutnant am 1. Januar 2001 war er der ranghöchste Offizier der Air Force mit afro-amerikanischer Herkunft.
Während seiner aktiven Zeit als Militärpilot absolvierte er über 4000 Flugstunden auf verschiedenen Flugzeugtypen.
Nach seiner Pensionierung war John Hopper für einige Zeit CEO der Air Force Aid Society, einer Organisation, die sich für Belange von Militärangehörigen der Luftwaffe und deren Familien einsetzt.

## Daten der Beförderungen
| Abzeichen | Rang               | Jahr             |
| --------- | ------------------ | ---------------- |
|           | Second Lieutenant  | 4. Juni 1969     |
|           | First Lieutenant   | 4. Dezember 1970 |
|           | Captain            | 4. Juni 1972     |
|           | Major              | 10. Oktober 1979 |
|           | Lieutenant Colonel | 1. März 1984     |
|           | Colonel            | 1. Juli 1988     |
|           | Brigadier General  | 15. Juli 1994    |
|           | Major General      | 1. Januar 1997   |
|           | Lieutenant General | 1. Januar 2001   |

## Orden und Auszeichnungen
John Hopper erhielt im Lauf seiner militärischen Laufbahn unter anderem folgende Auszeichnungen:
- Defense Distinguished Service Medal
- Air Force Distinguished Service Medal
- Defense Superior Service Medal
- Legion of Merit
- Distinguished Flying Cross
- Meritorious Service Medal
- Air Medal
- Air Force Commendation Medal
- Southwest Asia Service Medal
- Kuwait Liberation Medal (Saudi-Arabien)